# Illa del Mar
L'Illa del Mar és un conjunt d'edificis al front litoral del Poblenou de Barcelona, obra dels arquitectes Muñoz + Albin i Adolf Martínez i Josep Lluís Sisternas (MSA+A).

## Història i descripció
Va ser projectat entre 2003 i 2005, i construït entre aquesta data i 2008.
És un conjunt de dos gratacels prismàtics: l'Illa del Mar 1, o torre sud, amb 99 m d'alçada i 29 plantes, i l'Illa del Mar 2, o torre nord, amb 77 m d'alçada i 23 plantes. Estan enllaçats amb un cos allargat com una mena de pont, amb la planta baixa porxada. Les façanes estan formades per bandes horitzontals de vidre serigrafiat amb replecs i angles que li confereixen una gran expressivitat.